# Meteorium brevirameum
Meteorium brevirameum là một loài Rêu trong họ Meteoriaceae. Loài này được (Müll. Hal.) Broth. mô tả khoa học đầu tiên năm 1906.